# Andrea Pisano (pallanuotista)
Andrea Pisano (La Spezia, 5 maggio 1961) è un ex pallanuotista e allenatore di pallanuoto italiano, allenatore del Doria Nuoto Loano..

## Biografia
Come giocatore ha sempre militato nella squadra della Rari Nantes Savona e con la compagine biancorossa ha conquistato 2 scudetti e 2 Coppe Italia e disputato una finale di Coppa dei Campioni. Ha fatto altresì parte della rappresentativa azzurra per un decennio, partecipando a tutte le più importanti competizioni internazionali: può infatti vantare le due partecipazioni olimpiche a Los Angeles nel 1984 e a Seul nel 1988, e tre edizioni dei campionati mondiali: nel 1982 a Guayaquil, nel 1986 a Madrid e nel 1991 a Perth, oltre a cinque edizioni consecutive dei campionati continentali, dal 1981 al 1989. Nel suo palmarès con la calottina del settebello spiccano l'argento iridato del 1986, un argento nel 1989 ed un bronzo nel 1983 nella Coppa del Mondo e i due bronzi conquistati ai campionati europei del 1987 e del 1989.
Dal 1992 ha intrapreso la carriera di allenatore, dapprima a capo delle formazioni del settore giovanile del club savonese e, a parte la parentesi nella stagione 2007-08 in cui si è seduto sulla panchina del Plebiscito Padova in serie A1, dal 2011 viene posto alla guida della prima squadra, ricevendo il testimone da Claudio Mistrangelo, passato alla carriera dirigenziale del team biancorosso, e con la quale conquista la Coppa Len 2011-12, oltre a disputare nello stesso anno la finale di Supercoppa Len. Dalla stagione 2013-14 torna ad occuparsi delle formazioni giovanili della squadra savonese, accettando l'incarico di responsabile del settore giovani. Dal 2022 al 2024 allena la formazione femminile del Como, mentre dal maggio 2024 è il responsabile delle squadre giovanili del Doria Loano.
È stato inoltre consigliere federale della FIN.

## Statistiche

### Carriera da allenatore
Statistiche aggiornate al 10 luglio 2011
| Stagione        | Squadra           | Campionato      | Campionato | Campionato | Campionato | Campionato | Coppe nazionali | Coppe nazionali | Coppe nazionali | Coppe nazionali | Coppe nazionali | Coppe continentali | Coppe continentali | Coppe continentali | Coppe continentali | Coppe continentali | Totale | Totale | Totale | Totale |
| Stagione        | Squadra           | Comp            | Pres       | Vit        | Par        | Sco        | Comp            | Pres            | Vit             | Par             | Sco             | Comp               | Pres               | Vit                | Par                | Sco                | Pres   | Vit    | Par    | Sco    |
| --------------- | ----------------- | --------------- | ---------- | ---------- | ---------- | ---------- | --------------- | --------------- | --------------- | --------------- | --------------- | ------------------ | ------------------ | ------------------ | ------------------ | ------------------ | ------ | ------ | ------ | ------ |
| 2007-08         | Plebiscito Padova | A1              | 29         | 8          | 0          | 21         | C.I.            | 3               | 0               | 0               | 3               |                    | -                  | -                  | -                  | -                  | 32     | 8      | 0      | 24     |
| 2011-12         | Savona            | A1              | ?          | ?          | ?          | ?          |                 | -               | -               | -               | -               |                    | -                  | -                  | -                  | -                  | -      | -      | -      | -      |
| Totale carriera | Totale carriera   | Totale carriera | 29         | 8          | 0          | 21         |                 | 3               | 0               | 0               | 3               |                    | ?                  | ?                  | ?                  | ?                  | 32     | 8      | 0      | 24     |

## Palmarès

### Giocatore

#### Club
- Campionato italiano: 2

R.N. Savona: 1990-91, 1991-92
- Coppe Italia: 2

R.N. Savona: 1989-90, 1990-91

#### Nazionale
- Mondiali

Madrid 1986: 
- Coppa del Mondo

Malibu 1983: 
Berlino Ovest 1989: 
- Europei

Strasburgo 1987: 
Bonn 1989: 
- Giochi del Mediterraneo

Casablanca 1983: 
Latakia 1987: 

### Allenatore

#### Club
- Coppe LEN: 1

R.N. Savona: 2011-12